# Роздягнися без сорому
«Роздягнися без сорому» («Spogliamoci così, senza pudor…») — італійська еротична комедія у чотирьох новелах 1976 року, знята режисером Серджо Мартіно на кіностудії «Medusa Distribuzione».

## Сюжет
Сюжет картини склали чотири самостійні новели, зняті в жанрі еротичних кіноанекдотів. У центрі першої історії — приватний детектив, який стежить за дружиною на замовлення свого клієнта. У другій новелі молодик виявляється членом жіночої команди з футболу. У третій історії — амурні пригоди, які чекали на злодія, який вирішив проникнути в багатий будинок у замкненій шафі. Четверта новела про знатну даму, яка намагалася лягти в ліжко зі своїм коханцем у день смерті сусіда.

## У ролях
- Альдо Маччоне: Альдо, приватний детектив
- Альваро Віталі: Брокколіні (XX2), помічник Альдо
- Марія Бакса: Марія, дружина Альдо
- Ріа Де Сімона: дружина-перелюбниця
- Марчелло Мандо: чоловік перелюбної дружини
- Франческо Аннібаллі: водій
- Енріко Монтезано: Данте Дзаттероні
- Джанфранко Барра: тренер Франко Коррадіні
- Армандо Бранча: президент Бернасконі
- Анджело Ботті: перший секретар президента Крепальді
- Джанфранко Кардіналі: другий секретар президента
- Марціо Онорато: Енріко
- Карло Демі: батько Енріко
- Бренда Велч: футболістка-лесбійка
- Альберто Ліонелло: Джанджі Бусакка
- Барбара Буше: Віоланте, дружина Джанджі
- Надя Кассіні: Франсуаза, коханка Джанджі
- Енніо Колаянні: слуга Сантіно
- Нінетто Даволі: П'єтро, перший злодій
- Анджело Пеллегріно: Феліче, другий злодій
- Серджо Ді Пінто: Данте, третій злодій
- Софія Ломбардо: дівчина в човні
- Адріано Амідеї Мільяно: Джорджо
- Сальваторе Баккаро: моряк
- Фернандо Черуллі: водій, який рятує Джанджі
- Джонні Дореллі: Марко Антоніолі
- Урсула Андресс: Марина Дзеннаро
- Даніеле Варгас: адвокат Аугусто Дзеннаро
- Джанріко Тедеші: Сільвестрі
- Клара Колосімо: вдова Аньєзе Партібон
- Вера Друді: Розіна, покоївка Партібона
- Ніколетта П'єрсанті: дочка Луїджі Партібона
- Ренато Малавазі: портьє кондомініуму
- Франко Баґальї: справжній таємний син Луїджі Партібона

## Знімальна група
- Режисер: Серджо Мартіно
- Ідея: Сандро Контіненца, Раймондо В'янелло
- Сценарій Сандро Контіненца, Раймондо В'янелло
- Продюсер: Лучано Мартіно
- Оператори: Джанкарло Феррандо, Роберто Джерарді
- Монтаж: Еудженіо Алабізо
- Спецефекти Діно Гальяно
- Композитор: Енріко Сімонетті
- Художник: Елена Річчі Почетто
- Костюми: Лука Сабателлі